# Holden Adventra
Der Holden Adventra ist ein Softroader, der von Holden in Australien in den Jahren 2003 bis 2006 als Nachfolger des Frontera hergestellt wurde. Er basiert auf dem Commodore Kombi dieser Baujahre, hat aber Allradantrieb im Gegensatz zum Hinterradantrieb des Commodore.
Die Verkaufszahlen des Adventra erfüllten nie die Erwartungen von Holden, insbesondere, wenn man sie mit denen des Konkurrenten Ford Territory vergleicht. So wurde er 2006 aus dem Programm genommen und durch den Captiva ersetzt, den man von Daewoo aus Südkorea zukaufte.

## Von Jahr zu Jahr

### Adventra (VY, 2003–2004)

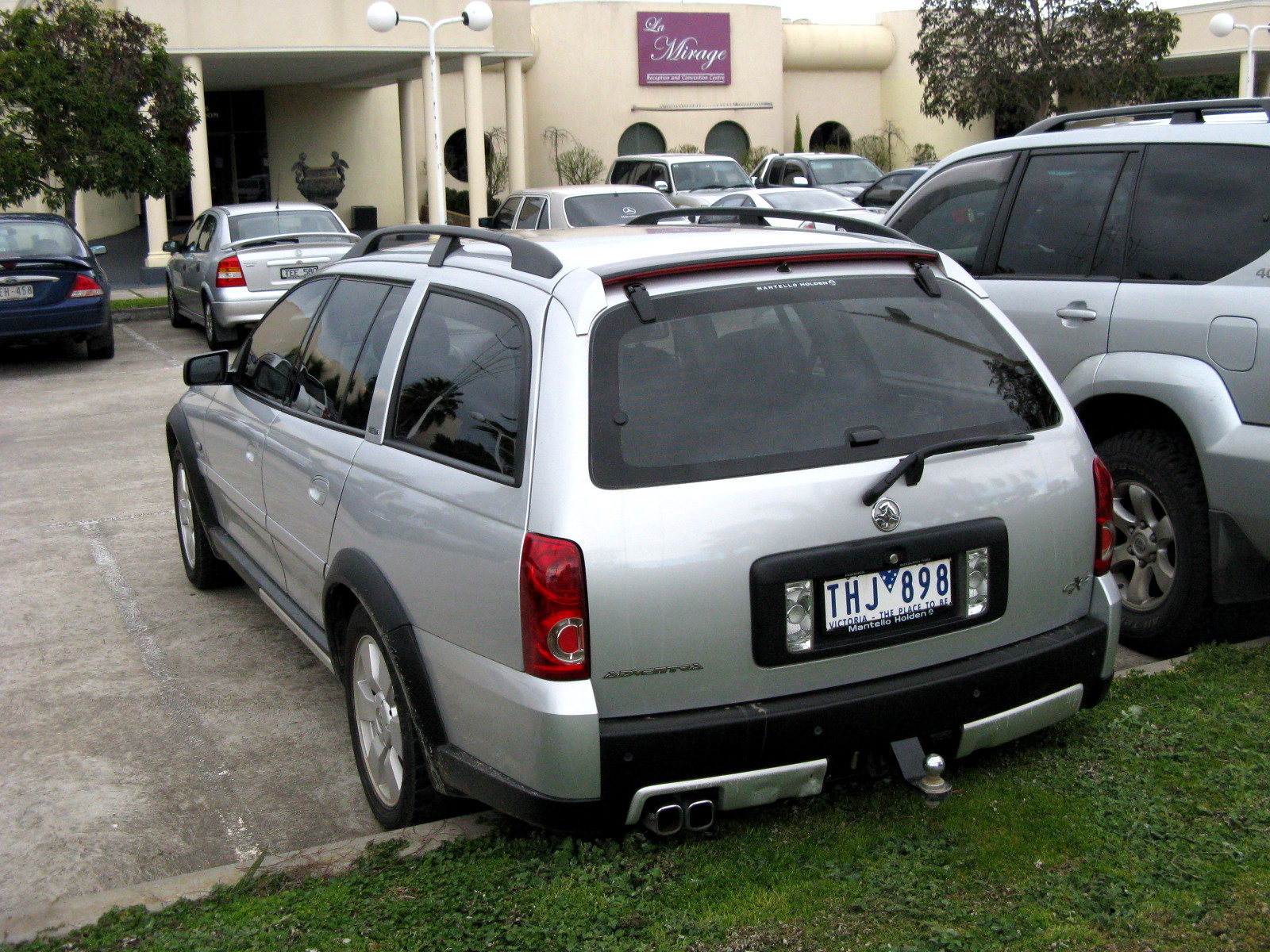
Heck des Adventra VY

Der erste Adventra VY wurde vom Commodore VY abgeleitet und war in zwei Ausstattungsvarianten erhältlich – CX8 und LX8. Alle Modelle hatten einen 5,7-Liter-V8-Motor mit 235 kW (320 PS) und eine vierstufige Automatik.

### Adventra (VZ, 2004–2006)
Ein vorläufiger Adventra VZ wurde im August 2004 zur gleichen Zeit wie die Commodore VZ-Serie vorgestellt, war aber im Grunde nur der bekannte Adventra VY mit VZ-Typenschildern. Die tatsächliche Facelift-Serie des VZ wurde im Februar 2005 eingeführt und damit auch ein V6-Motor als Basisausstattung. Den Adventra gab es nun in vier Ausstattungsvarianten – SX6, CX6, LX6 und LX8. Die Sechszylindermodelle hatten einen 3,6-Liter-V6 mit 190 kW (258 PS) und eine Fünfstufenautomatik. Die Leistung des aus dem VY bekannten V8-Motors wurde auf 250 kW (340 PS) gesteigert und war nur im Spitzenmodell LX8 erhältlich. Die Fertigung dieses Modells wurde im Dezember 2005 eingestellt, weil Holden die Produktion dieses Motors aufgab und keinen ausreichenden Grund sah, Investitionen in die Fertigung des 6,0-Liter-V8 der 4. Generation von GM zu stecken.